# Napiga (Sangha)
Pour les articles homonymes, voir Napiga.
Napiga est un village du département et la commune rurale de Sangha (ou Sanga), situé dans la province du Koulpélogo et la région du Centre-Est au Burkina Faso.